# Всесоюзный кинофестиваль
Всесою́зный кинофестива́ль (ВКФ) — главный кинофестиваль, проводившийся в Советском Союзе с 1958 по 1988 год. Время и место проведения каждого фестиваля регламентировалось Госкино СССР и Союзом кинематографистов СССР.

## История
Впервые Всесоюзный кинофестиваль состоялся в 1958 году.
Места проведения первых трёх нерегулярных Всесоюзных кинофестивалей:
- ВКФ 1958 — Москва, кинотеатр «Ударник»
- ВКФ 1959 — Киев
- ВКФ 1960 — Минск

С 1964 года кинофестиваль стал проводиться на регулярной основе каждые два года, а с 1972 года — ежегодно.
Места проведения кинофестиваля:
- I. 1964 — Ленинград
- II. 1966 — Киев
- III. 1968 — Ленинград
- IV. 1970 — Минск
- V. 1972 — Тбилиси
- VI. 1973 — Алма-Ата
- VII. 1974 — Баку
- VIII. 1975 — Кишинёв
- IX. 1976 — Фрунзе
- X. 1977 — Рига
- XI. 1978 — Ереван
- XII. 1979 — Ашхабад
- XIII. 1980 — Душанбе
- XIV. 1981 — Вильнюс
- XV. 1982 — Таллин
- XVI. 1983 — Ленинград
- XVII. 1984 — Киев
- XVIII. 1985 — Минск
- XIX. 1986 — Алма-Ата
- XX. 1987 — Тбилиси
- XXI. 1988 — Баку

## Номинации
Фестиваль имел четыре номинации:
- художественные фильмы;
- документальные, научно-популярные фильмы и киножурналы;
- художественные фильмы для детей и юношества;
- мультипликационные фильмы.

## Призы
- 1959 — «Лично известен».
- 1970 — «Рабыня»: 1-й приз за лучшую работу художника Ш. Акмухаммедова (член группы «Семёрка»).
- 1977 — «Далёкие близкие годы»: специальный приз жюри Х Всесоюзного кинофестиваля.
- 1978 — «Озорник»: приз жюри за лучший фильм для детей и юношества[4].
- 1983 — «В талом снеге звон ручья»: специальный приз «Память» на XVI Всесоюзном кинофестивале в Ленинграде.
- 1986 — «Битва за Москву» (режиссёр Ю. Озеров): главный приз оргкомитета на XIX Всесоюзном кинофестивале в Алма-Ате.